# Perico Pastor i Bodmer
Perico Pastor (La Seu d'Urgell, 1953) és un pintor, dibuixant i il·lustrador català. Il·lustracions seves han il·luminat també llibres sent la Bíblia editada per l'Enciclopèdia Catalana un dels seus treballs més reeixits.
El 1993 li van atorgar la Medalla Morera de l'Ajuntament de Lleida pel conjunt de la seva obra, i el 1997, el premi especial del Comitè Olímpic Espanyol en la Biennal de l'Esport en les Belles Arts. Amb una obra inconfusible, Perico Pastor ha trobat el punt de fusió òptim entre el dibuix i la pintura, treballant habitualment sobre paper de poc gramatge, amb unes qualitats de textura i lluminositat que ajuden a potenciar els valors gràfics de la tinta xinesa o l'aquarel·la.

## Exposicions rellevants
- 2012 - Museu d'Art Jaume Morera Perico Pastor. La Bíblia il·luminada[4]
- 2014 -Museu del Tabac d'Andorra Capítols. Perico Pastor[5]
- 2014 — Institut Cervantes de Pequín, Xi'an-Barcelona-Pekin: Camins de paper, rius de tinta.[6]